# 김진서 (배우)
김진서(1969년 5월 25일~)는 대한민국의 배우이다.

## 학력
- 1993년 ~ 1995년 서울예술전문대학 연극학과 전문학사
- 2008년 ~ 2011년 디지털서울문화예술대학교 연극영화학과 학사

## 경력
- 1996년 ~ 2010년 국립극단 단원

## 출연

### 방송

#### 드라마
- 2001년 MBC 《내 이름은 공주》
- 2001년 MBC 《네 멋대로 해라》
- 2003년~2004년 KBS 1TV 《불멸의 이순신》 - 정일수 역
- 2007년~2008년 MBC 《하얀 거짓말》
- 2008년 KBS 1TV 《청춘예찬》 - 오 기사 역
- 2009년 KBS 2TV 《부자의 탄생》
- 2010년 MBC 《당신 참 예쁘다》
- 2010년~2011년 KBS 1TV 《당신뿐이야》 - 윤광호 역
- 2011년 KBS 1TV 《산 너머 남촌에는 2》 - 규식 역
- 2012년 KBS 2TV 《천명 : 조선판 도망자 이야기》 - 황 내관 역
- 2013년 KBS 2TV 《일편단심 민들레》 - 허봉재 역
- 2014년 KBS 1TV 《징비록》 - 이봉수 역
- 2014년 MBC 《밤을 걷는 선비》
- 2014년~2015년 KBS 2TV 《별이 되어 빛나리》
- 2014년~2015년 MBC 《아름다운 당신》
- 2015년 MBC 《옥중화》
- 2015년 SBS 《달의 연인 - 보보경심 려》 - 내관 역
- 2016년 KBS 2TV 《그 여자의 바다》
- 2016년~2017년 KBS 2TV 《꽃 피어라 달순아!》 - 김한수 역
- 2017년 TvN 《명불허전》
- 2017년 SBS 《이판사판》 - 장준희 역
- 2018년 TvN 《라이브》
- 2018년 KBS 2TV 《끝까지 사랑》 - 공장장 역
- 2018년 TvN 《드라마 스테이지 - 진추하가 돌아왔다》
- 2019년 KBS 2TV 《왜그래 풍상씨》 - 매니저 역
- 2019년 KBS 2TV 《사랑은 뷰티풀 인생은 원더풀》 - 강시월을 담당한 신부 역
- 2019년 ~ 2020년 TvN 《싸이코패스 다이어리》 - 강동철 역
- 2020년 OCN 《트레인》 - 한규태 역
- 2020년 KBS 2TV 《비밀의 남자》 - 이동엽 역
- 2020년 KBS 2TV 《KBS 드라마 스페셜 - 그곳에 두고 온 라일락》
- 2021년 KBS 2TV 《신사와 아가씨》 - 한 전무 역
- 2022년 KBS 1TV 《태종 이방원》 - 박석명 역
- 2023년 KBS 2TV 《두뇌공조》
- 2023년 KBS 2TV 《비밀의 여자》 - 교도소의 수감자 역

#### 교양
- 2001년 MBC 《우루왕》 - 을지 역 (2001.02.22)
- 2001년 MBC 《문화매거진 21》 - 출연자 (2001.07.12)

### 공연

#### 연극
- 1996년 《춘향아 춘향아》 (1996.09.05~1996.09.04)
- 1998년 《더블 게임》 (1998.07.24~1998.07.26)
- 2003년 《집》 - 철수 역 (2003.02.14~2003.02.23)
- 2004년 《질마재 신화》 (2004.11.05~2004.11.14)
- 2005년 《맹진사댁 경사》 (2005.11.09~2005.11.13)
- 2005년 《맹진사댁 경사》 (2005.11.17~2005.11.18)
- 2005년 《맹진사댁 경사》 (2005.12.02)
- 2005년 《맹진사댁 경사》 (2005.12.14~2005.12.15)
- 2006년 《우리 읍내》 (2006.07.30~2006.08.06)
- 2006년 《집》 - 철수 역 (2006.11.24)
- 2007년 《춘향전》 - 이몽룡 역 (2007.03.24)
- 2007년 《햄릿》 (2007.11.06~2007.11.24)

#### 뮤지컬
- 2000년 《우루왕》 - 을지 역 (2000.10.13~2000.10.15)
- 2000년 《우루왕》 - 을지 역 (2000.12.14~2000.12.17)
- 2001년 《우루왕》 - 을지 역 (2001.07.13~2001.07.22)
- 2001년 《우루왕》 - 을지 역 (2001.08.09~2001.08.10)
- 2002년 《우루왕》 - 을지 역 (2002.03.15~2002.03.19)
- 2002년 《우루왕》 - 을지 역 (2002.05.26~2002.05.27)
- 2002년 《우루왕》 - 을지 역 (2002.06.21~2002.06.22)
- 2003년 《우루왕》 - 을지 역 (2003.05.23~2003.05.25)
- 2003년 《우루왕》 - 을지 역 (2003.06.07)
- 2004년 《우루왕》 - 을지 역 (2004.07.15)
- 2004년 《우루왕》 - 을지 역 (2004.12.10~2004.12.19)

## 가족 관계
- 배우자 : 김경희

자녀 : 김희서